# Tülkös szarvasbogár
A tülkös szarvasbogár (Sinodendron cylindricum) a rovarok (Insecta) osztályának bogarak (Coleoptera) rendjébe, ezen belül a mindenevő bogarak (Polyphaga) alrendjébe és a szarvasbogárfélék (Lucanidae) családjába tartozó faj.

## Előfordulása
A tülkös szarvasbogár előfordulási területe Európa. A Magyarországon is megtalálható faj háborítatlan, magasabban fekvő, öreg erdőkben él.

## Alfajai
- Sinodendron cylindricum aspromontarum
- Sinodendron cylindricum cylindricum

## Megjelenése
Ez a szarvasbogárfaj 12-16 milliméter hosszú. A kitinpáncélja fémesen sötétkék vagy sötétbarna színű.

## Képek

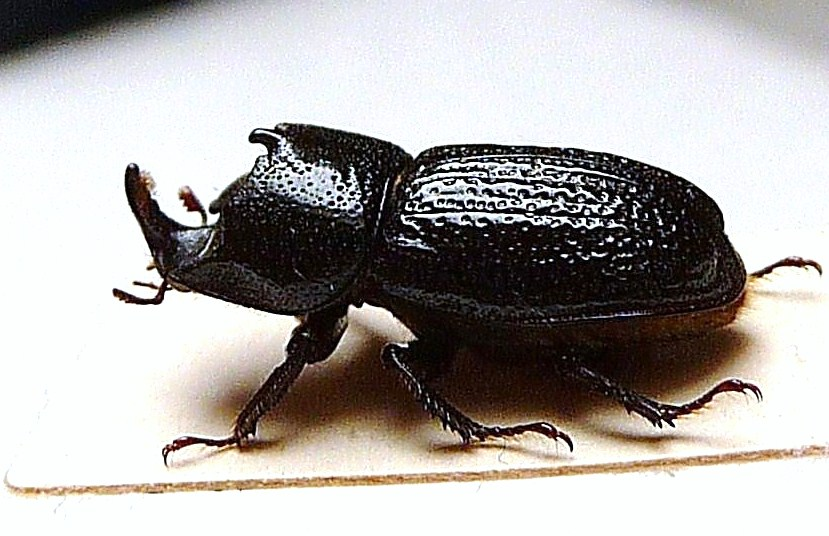
Hímek
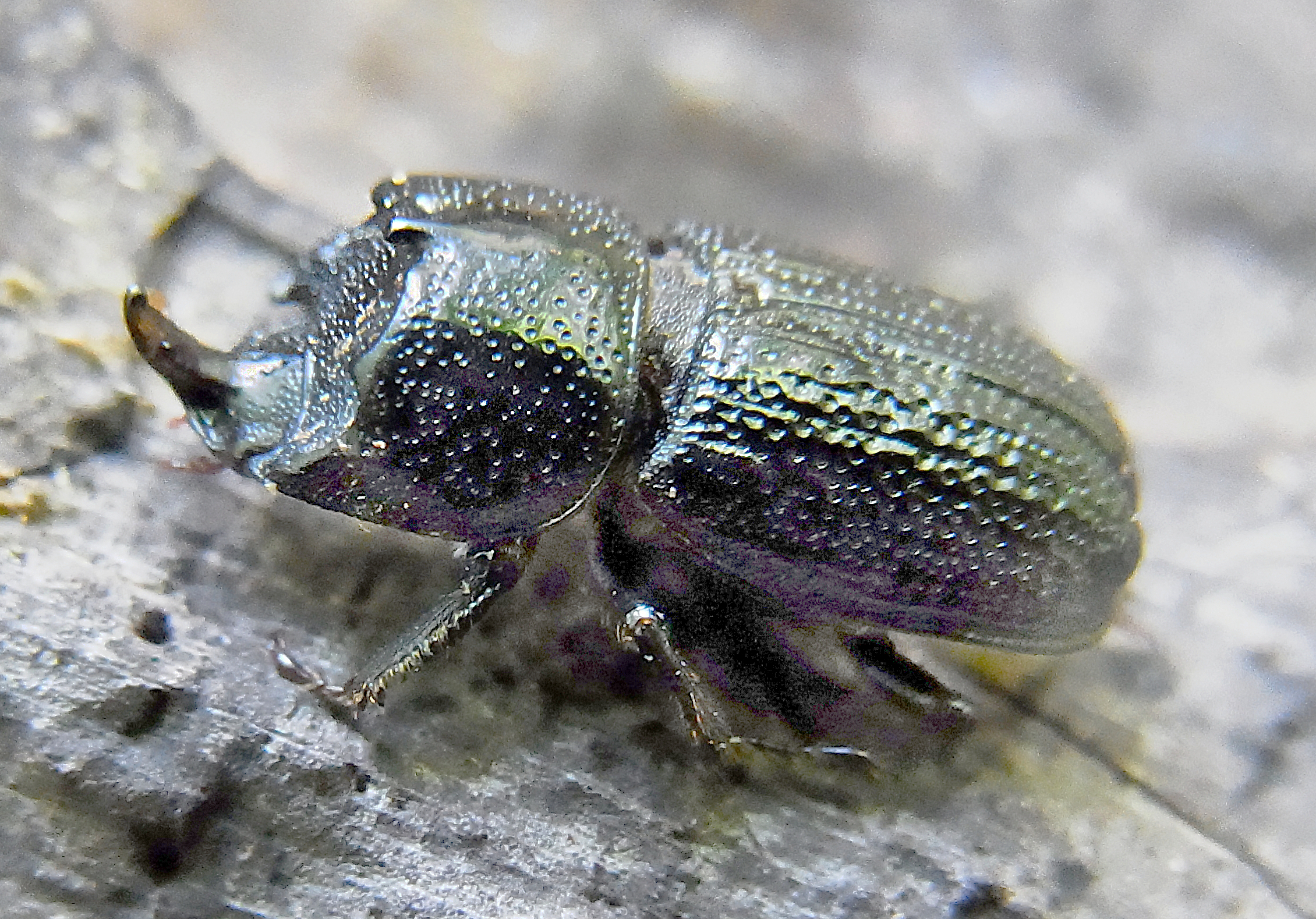
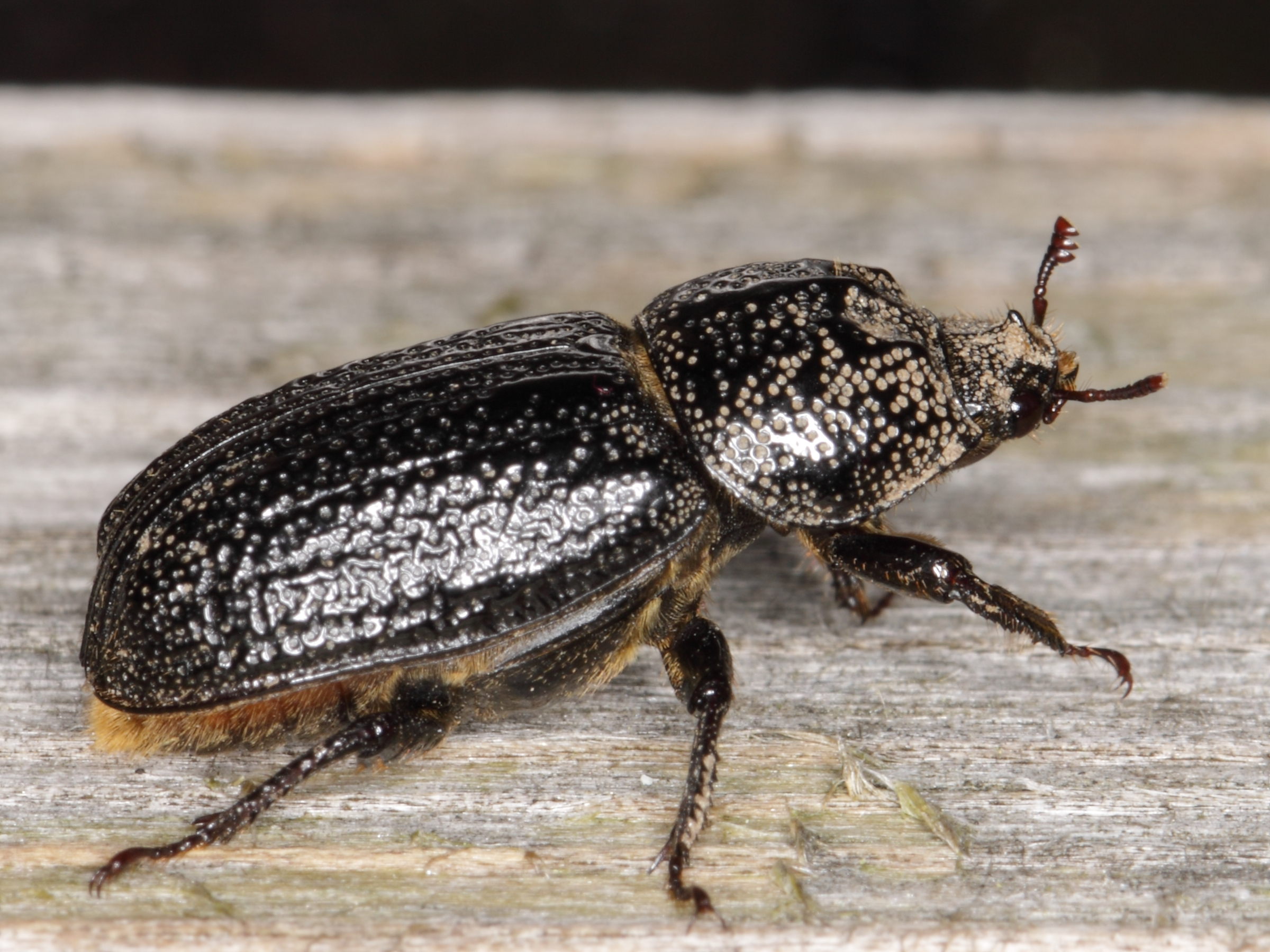
Nőstények
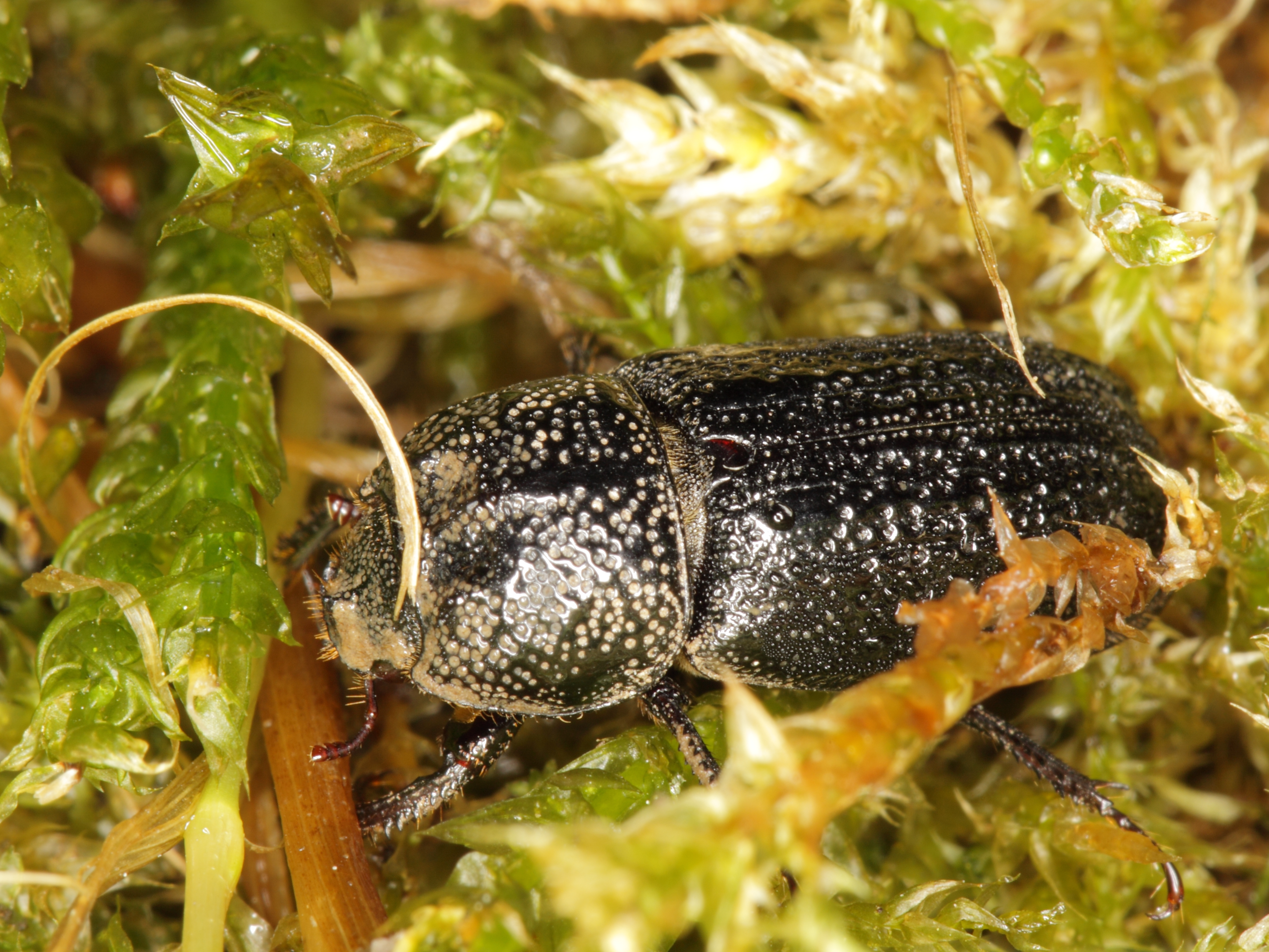
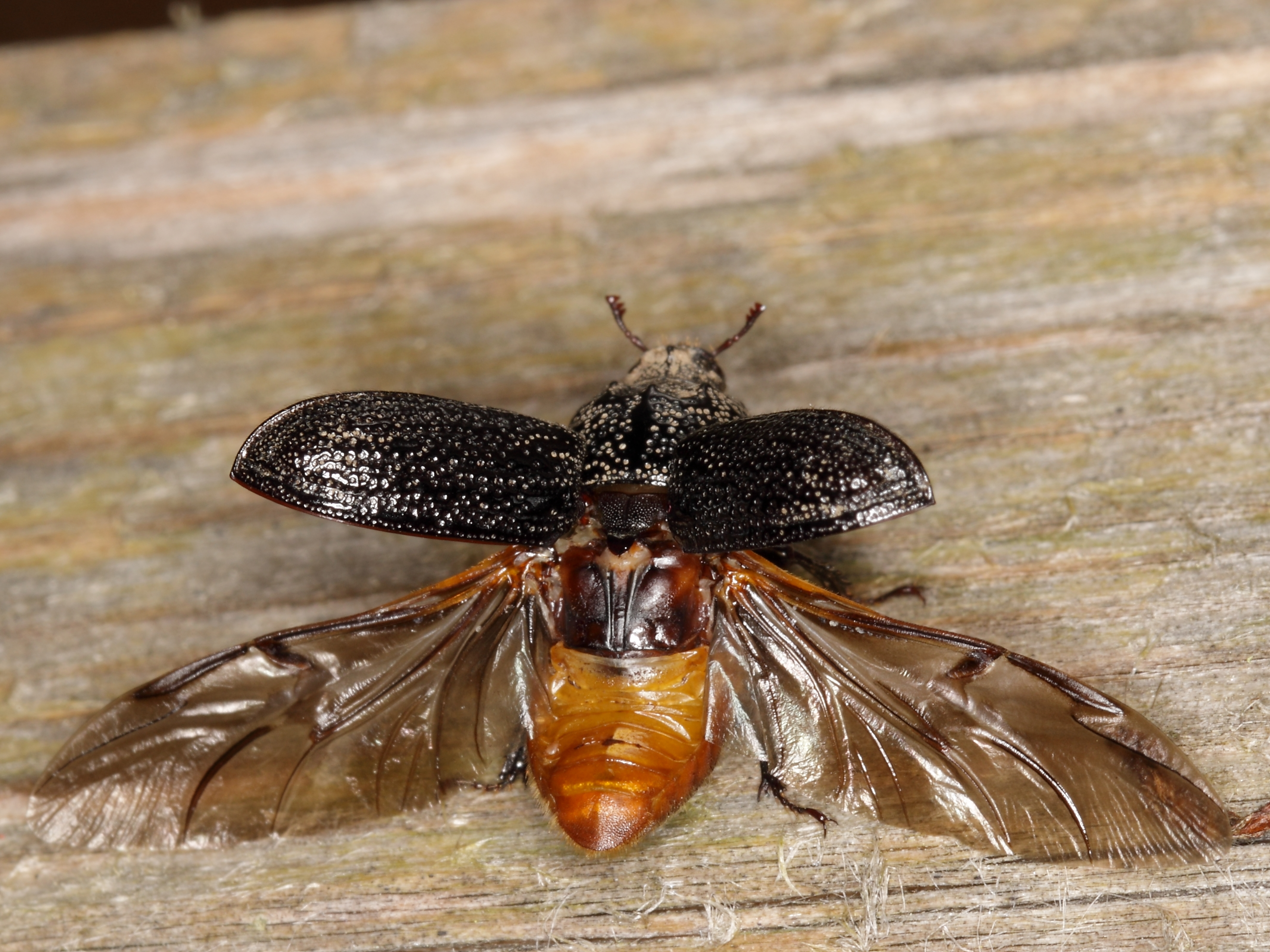
Felszállásközben

## Fordítás
- Ez a szócikk részben vagy egészben  a   Valsehjort című norvég Wikipédia-szócikk fordításán alapul.  Az eredeti cikk szerkesztőit annak laptörténete sorolja fel. Ez a jelzés csupán a megfogalmazás eredetét és a szerzői jogokat jelzi, nem szolgál a cikkben szereplő információk forrásmegjelöléseként.
- Ez a szócikk részben vagy egészben  a   Sinodendron cylindricum című angol Wikipédia-szócikk ezen változatának fordításán alapul.  Az eredeti cikk szerkesztőit annak laptörténete sorolja fel. Ez a jelzés csupán a megfogalmazás eredetét és a szerzői jogokat jelzi, nem szolgál a cikkben szereplő információk forrásmegjelöléseként.